# La Línea de la Concepción
La Línea de la Concepción este un municipiu în provincia Cádiz, Andaluzia, Spania cu o populație de 60.951 locuitori.

## Personalități născute aici
- José Cruz Herrera (1890 - 1972), pictor.

1. ↑  Nomenclátor Geográfico de Municipios y Entidades de Población (20240402 edition)